# Timonius oblanceolatus
Timonius oblanceolatus là một loài thực vật có hoa trong họ Thiến thảo. Loài này được Valeton miêu tả khoa học đầu tiên năm 1927.